# Vorderes Kastenkees
Vorderes Kastenkees är en glaciär i Österrike. Den ligger i förbundslandet Tyrolen. Vorderes Kastenkees ligger 3 000 till 2 700 meter över havet.
Glaciären ligger söder om berget Hoher Kasten (3 188 meter över havet).
Trakten runt Vorderes Kastenkees består i huvudsak av kala bergstoppar och isformationer.